# Wilmot's Warehouse
Wilmot's Warehouseは2019年8月にフィンジ(Finji)から発売された macOS/ Nintendo Switch/Windows用パズルゲームである。
リチャード・ホッグ（Richard Hogg）とリッキー・ハゲット（Ricky Haggett）の二人が開発した本作は、倉庫の運営を題材としている。
本作は、2018年のIndependent Games Festival Awardsにて、最優秀デザイン部門（"Excellence in Design"）のファイナリストとなった。
2025年5月には、続編『ピタッと解決!ウィルモットのパズル 』が発売された。

## 内容
二次元で描かれた倉庫を舞台に、プレイヤーは正方形で描かれた主人公のウィルモット（Wilmot）を操作する。
各ステージは整理陳列フェイズと、品出しフェイズで構成されており、前半の整理整頓フェイズでは、ウィルモットがトラックから搬送される商品の箱を受け取って倉庫に並べていく内容となっている。箱の並べ方や分類はプレイヤーに委ねられており、例えばチュートリアルにおいては箱を冬の棚と帽子の棚に分けるという指示が出されるが、毛糸の帽子が描かれた箱が用意された場面では、どちらの棚に分けても良いことになっている。
ウィルモットは箱を連結させてまとめて運んだり、任意の場所で箱の一つを手放すことができる一方、連結していない箱を無理矢理運ぼうとすると時間が余計にかかる。
3分間の整理整頓フェイズが終了すると、後半の品出しフェイズに移行し、ウィルモットの同僚達の指示に合わせて商品を渡していく。
品出しフェイズの制限時間は1分30秒であり、品出しフェイズでの成績に応じ、ゲームを進めやすくする星（Progress Stars）を手に入れることが出来る。この星は、ウィルモットの移動速度を上げたり、一度に持てる箱の数を増やすことができるほか、倉庫を拡張したり、タイムラプスによるリプレイ機能も解放される。
ゲームが進むにつれ、ウィルモットが扱う商品の種類は増えていき、最終的には500種類の商品の中から200種類を管理することとなる。ゲーム内に登場する商品の箱はフラットデザインで描かれており、一目でわかるものもある一方、文字や模様など抽象的なものも存在する。また、バナナのように、一見同じ商品に見えても、微妙な色の違い（熟れ具合など）で別商品として扱われる場合もある。さらに、在庫品は、ウィルモットが近づかないと中身を判別することができない。1ステージは1ヶ月という設定であり、3ステージをクリアすると四半期に突入したという設定で、時間制限のない倉庫整理フェイズに移行する。
このほかにもルールを自由に設定できるエキスパートモードや、分割画面による2人プレイにも対応している。

## 開発

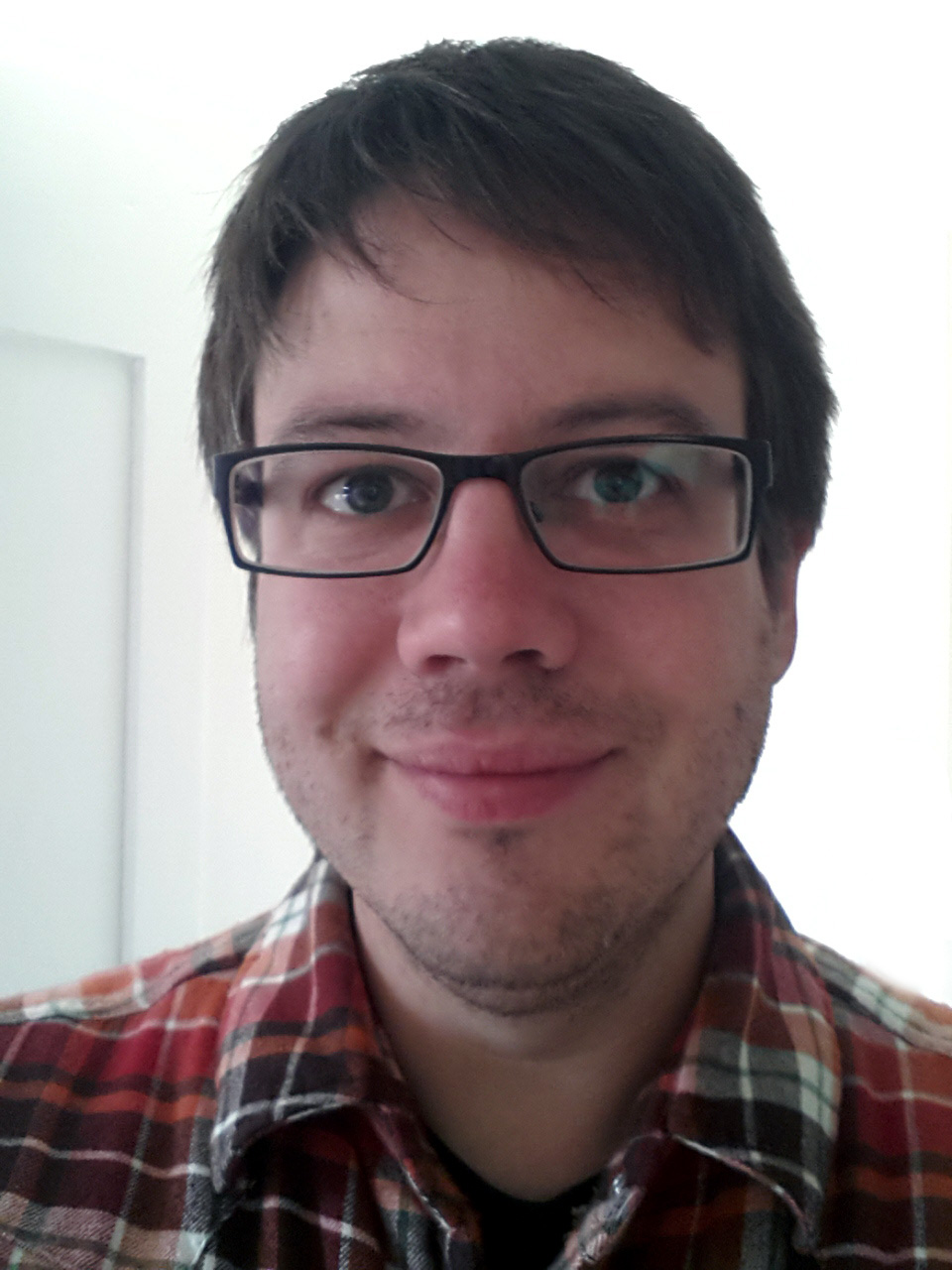
リッキー・ハゲット

本作の開発者であるリチャード・ホッグ（Richard Hogg）と リッキー・ハゲット（Ricky Haggett）は10年来の知り合い同士である。
本作以前にも、『Hohokum』という別作品にて、ホッグは美術スタッフとして、ハゲットはコーディングのスタッフとして参加している。
ホッグは若い頃に倉庫や美術品のアーカイブで働いていたことがあり、楽しみによる健康改善に興味があった。
ホッグは倉庫で物を整理するゲームのアイデアをハゲットに伝えたが、この時点でハゲットは面白い物だとは感じなかった。
その後、ハゲットは帰省先の実家で、ホッグを驚かせるために、ホッグが作ったカラータイルを使って倉庫ゲームのプロトタイプを作ることを思い立った。実際に作ってみたところ、タイルを動かしてカテゴリ別に分けることが面白いことに気づき、本作の開発へと至った。
本作のゲームデザインは現実の倉庫の運営業務を参考にしており、例えば箱のデザインは実際の倉庫運営における複雑さを反映するためにあえてフラットデザインで抽象的に描かれた。ハゲットは2019年のGame*Sparkとのインタビューの中で、本作の物語はプレイヤーの頭の中にあり、各個人の経験がそれを形作ると話している。また、ハゲットは前述のインタビューの中で、本作の開発に当たって他の作品から影響を受けたことはないと話している。
2017年、本作のプロトタイプがHumble Originalにて配信された。
それから6ヶ月の間に開発が進められ、OpenFLフレームワークとHaxeで書かれたプログラムが使われ、イーライ・レインズベリーによる音楽と効果音も取り入れられた。さら、商品の種類も500にまで増えた。
また、製品版の発売に向けて、プログラマーである Ruari O'Sullivanも開発に協力した。

## 反響
本作は批評家からゲームバランスの良さを評価されている。
また、日本語圏のゲームニュースサイトにおいて、本作は「お片付けゲーム」や、「倉庫管理パズル」などと呼ばれている。
Pasteは厳しい時間制限に対し、お片付けの繰り返しと落ち着いたサウンドトラックとの対比がうまくいっていると評価した。また、Pasteは視覚を通じたスマートなコミュニケーションと倉庫運営の楽しさを見いだすことが出来たとも述べている。
Nintendo World Reportは、制限時間がある中においても、本作の世界観は平和であると評価している。また、同誌は1人用モードは退屈な仕事の中に楽しさを見いだすことに成功したと評価した一方、エキスパートモードではルールをカスタマイズできるようになったことによって落ち着いた雰囲気が抜けてしまったと指摘している 。
IGNの洋ナシは、アップグレードによってちょっとした計画が生まれ、ゲームに対する意欲が湧いたと評価している。
4Gamer.netのgingerは「毎月運び込まれてくる荷物がたちまち通路にまで溢れかえってしまう絶望感と，それを綺麗に整理して，すぐに取り出せるようにする満足感を交互に味わえる」と評価している。
本作は、2018年のIndependent Games Festival Awardsにて、最優秀デザイン部門（"Excellence in Design"）のファイナリストとなった。